# Championnat de l'île de Man de football 2012-2013
Navigation
Édition précédente Édition suivante
Le championnat de l'île de Man de football 2012-2013 (ou Canada Life Premier League pour des raisons de sponsoring) est la 104e édition du championnat de l'île de Man de football. Le Saint Georges AFC, champion en titre, remet son titre en jeu.

## Les clubs participant à l’édition 2012-2013
| \| Ayre United AFC Corinthians AFC Douglas HSOB AFC Gymnasium FC St Georges AFC St Marys AFC Castletown M. FC Laxey AFC Saint John's AFC Peel AFC Ramsey AFC RYCOB Rushen United FC \| Localisation des clubs engagés dans le championnat. |
| Ayre United AFC Corinthians AFC Douglas HSOB AFC Gymnasium FC St Georges AFC St Marys AFC Castletown M. FC Laxey AFC Saint John's AFC Peel AFC Ramsey AFC RYCOB Rushen United FC                                                           |

| Club                            | Stade                       | Ville        |
| ------------------------------- | --------------------------- | ------------ |
| Ayre United FC                  | Andreas Playing Fields      | Andreas      |
| Castletown Metropolitan FC      | Castletown Football Stadium | Castletown   |
| Corinthians AFC                 | Nobles Park                 | Douglas      |
| Douglas High School Old Boys FC | DHSOB Football Ground       | Onchan       |
| Gymnasium FC                    | Tromode Park                | Douglas      |
| Laxey AFC                       | Laxey Football Ground       | Laxey        |
| Peel AFC                        | Peel AFC Football Ground    | Peel         |
| Ramsey AFC                      | Ballacloan Stadium          | Ramsey       |
| Ramsey Youth Centre Old Boys FC | -                           | Ramsey       |
| Rushen United FC                | Croit Lowey                 | Port Erin    |
| Saint Georges AFC               | The Club House              | Douglas      |
| Saint John's United AFC         | St John's Football Ground   | Saint John's |
| Saint Marys AFC                 | The Bowl                    | Douglas      |

## Compétition

### Classement
Le classement est établi sur le barème de points classique (victoire à 3 points, match nul à 1, défaite à 0). Les clubs sont départagés en fonction des critères suivants :
1. Plus grande « différence de buts générale »
2. Plus grand nombre de buts marqués

| Rang | Équipe                     | Pts | J  | G  | N | P  | Bp  | Bc  | Diff |
| ---- | -------------------------- | --- | -- | -- | - | -- | --- | --- | ---- |
| 1    | Saint Georges AFC (T)      | 70  | 24 | 23 | 1 | 0  | 130 | 16  | +114 |
| 2    | Saint Marys AFC            | 58  | 24 | 19 | 1 | 4  | 88  | 38  | +50  |
| 3    | Laxey AFC                  | 57  | 24 | 19 | 0 | 5  | 90  | 38  | +52  |
| 4    | Douglas HSOB               | 46  | 24 | 14 | 4 | 6  | 78  | 36  | +42  |
| 5    | Rushen United FC           | 41  | 24 | 12 | 5 | 7  | 92  | 48  | +44  |
| 6    | Peel AFC                   | 38  | 24 | 11 | 5 | 8  | 73  | 50  | +23  |
| 7    | Saint John's United AFC    | 36  | 24 | 10 | 6 | 8  | 62  | 58  | +4   |
| 8    | Corinthians AFC            | 32  | 24 | 10 | 2 | 12 | 53  | 65  | -12  |
| 9    | Ramsey AFC                 | 24  | 24 | 6  | 6 | 12 | 55  | 55  | 0    |
| 10   | Castletown Metropolitan FC | 19  | 24 | 6  | 1 | 17 | 48  | 96  | -48  |
| 11   | Gymnasium FC               | 16  | 24 | 5  | 1 | 18 | 39  | 120 | -81  |
| 12   | Ramsey YCOB FC             | 11  | 24 | 3  | 2 | 19 | 29  | 93  | -64  |
| 13   | Ayre United FC             | 3   | 24 | 1  | 0 | 23 | 25  | 151 | -126 |

Titre de champion
- Champion de l'île de Man 2011-2012

Relégation
- Relégation en Division 2

Abréviations
(T) : Tenant du titre

(P) : Promu
Mis à jour au 26 novembre 2012.

### Classement des buteurs
Source : (en) « Meilleurs buteurs du championnat de l'île de Man, saison 2011-2012 », sur fulltime.thefa.com